# Fița Lovin

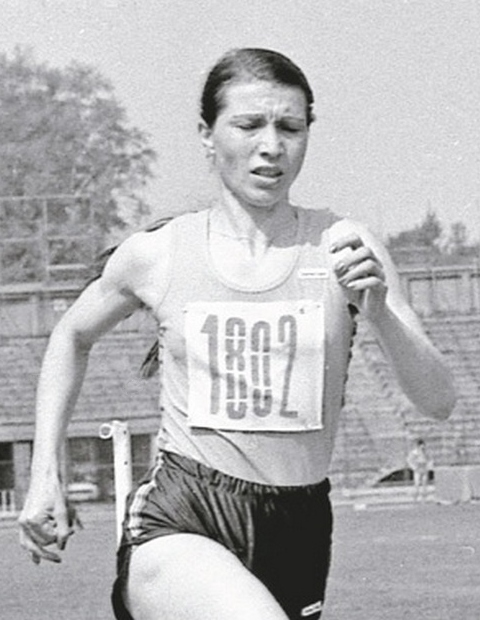
Fița Lovin

Fița Lovin (* 14. Januar 1951) ist eine ehemalige rumänische Leichtathletin und olympische Medaillengewinnerin.
Neben einem 3. Platz bei den europäischen Hallenmeisterschaften 1979 über 800 m erreichte Lovin 1984 auch die Goldmedaille über 1500 m.
Bei den XXIII. Olympischen Sommerspielen 1984 in Los Angeles gewann sie die Bronzemedaille im 800-Meter-Lauf hinter der Rumänin Doina Melinte (Gold) und der US-Amerikanerin Kim Gallagher (Silber).